# Cheilolejeunea inflexa
Cheilolejeunea inflexa là một loài Rêu trong họ Lejeuneaceae. Loài này được (Hampe ex Lehm. & Lindenb.) Grolle mô tả khoa học đầu tiên năm 1979.